# 外光派
外光派（がいこうは、英: Pleinairisme）は、美術用語のひとつである。特定の画派を示す場合は特に印象主義（印象派）がこれに該当する。
広義には自然光線による色彩表現を目指し屋外写生を行う画家全般を指す語でもある。

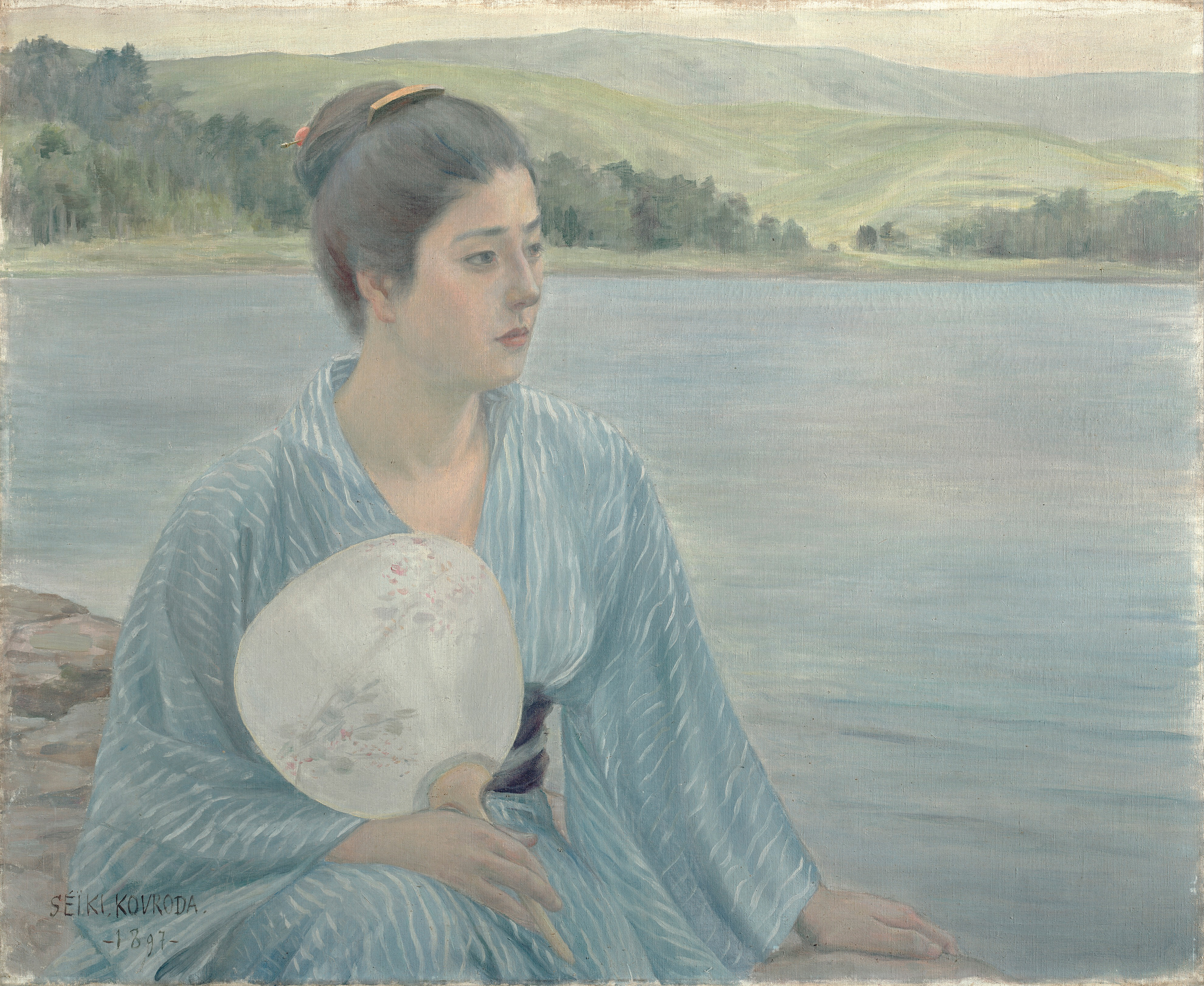
黒田清輝『湖畔』（1897年）

## 歴史
19世紀中盤までの風景画は屋外にて画材モチーフとなる風景を取材し画室に持ち帰り仕上げることが通例化しており、この理由により色彩が固定観念に拘束されることとなり、全般的に茶褐色を多く使用した暗い画面に仕上がっていた。
このような歴史を下敷きとして各国で明るい自然光の色彩変化を明るい色調で表す画家たちが現れ、それらは後に外光派と呼ばれるようになった。
また、印象派の隆盛に伴いその影響を受けて屋外活動を行うようになった画家を印象派の亜流という意味合いで外光派と呼ぶ例も見られる。

### イギリス
ジョン・コンスタブルは自然光線による風景変化の様態を明るい色彩を用いて描くようになり、また同じくジョゼフ・マロード・ウィリアム・ターナーは自然の表情を独特の光や空気感に包まれた優れた技法を用いて描き、彼らは後の外光派の先駆となり、多くの芸術家に影響を与えた。

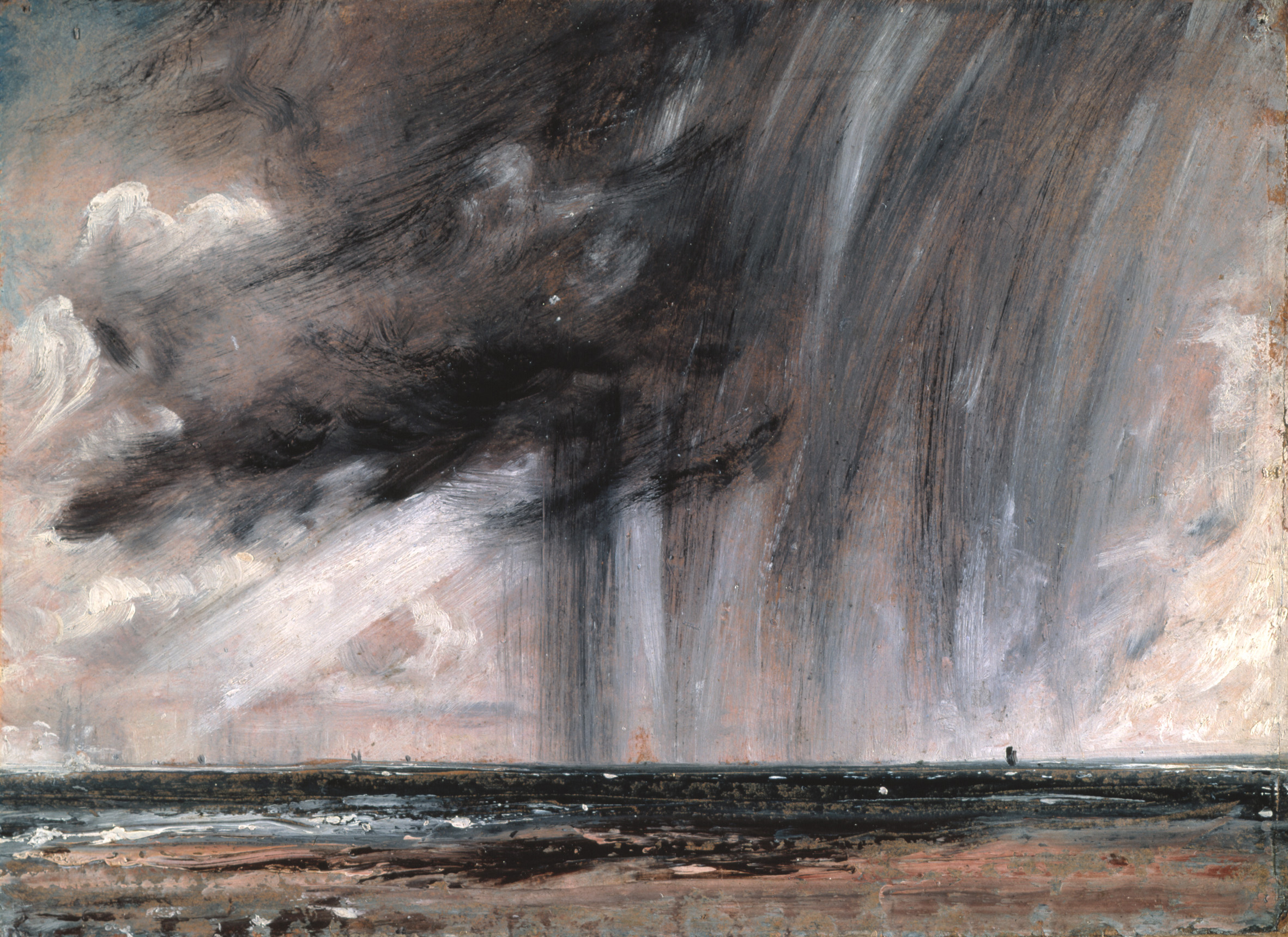
ジョン・コンスタブル「雨雲のある海景の習作」（1824年頃）
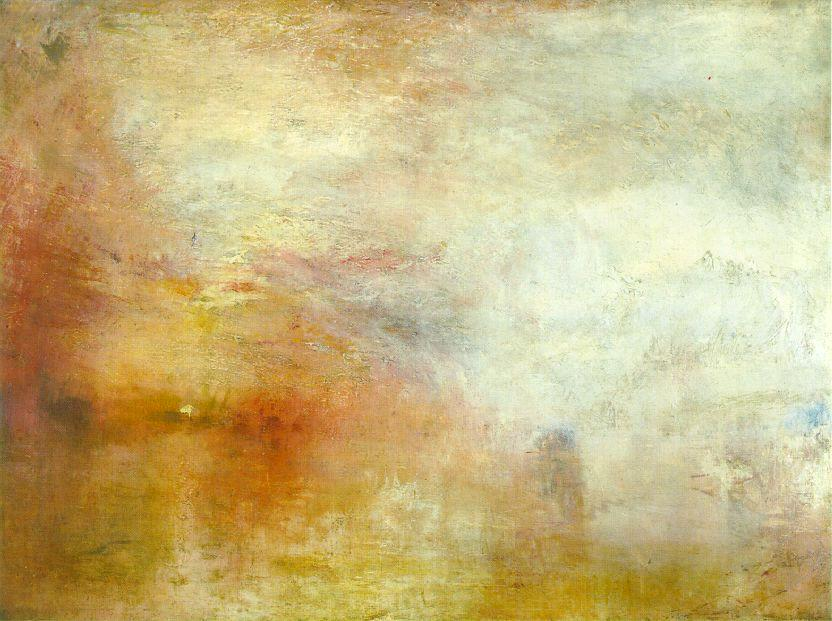
ジョゼフ・マロード・ウィリアム・ターナー「湖に沈む夕日」（1840年）

### イタリア
ジョヴァンニ・セガンティーニは初期の写実主義から脱却し点描画法を用い光の効果を巧みに表現した。

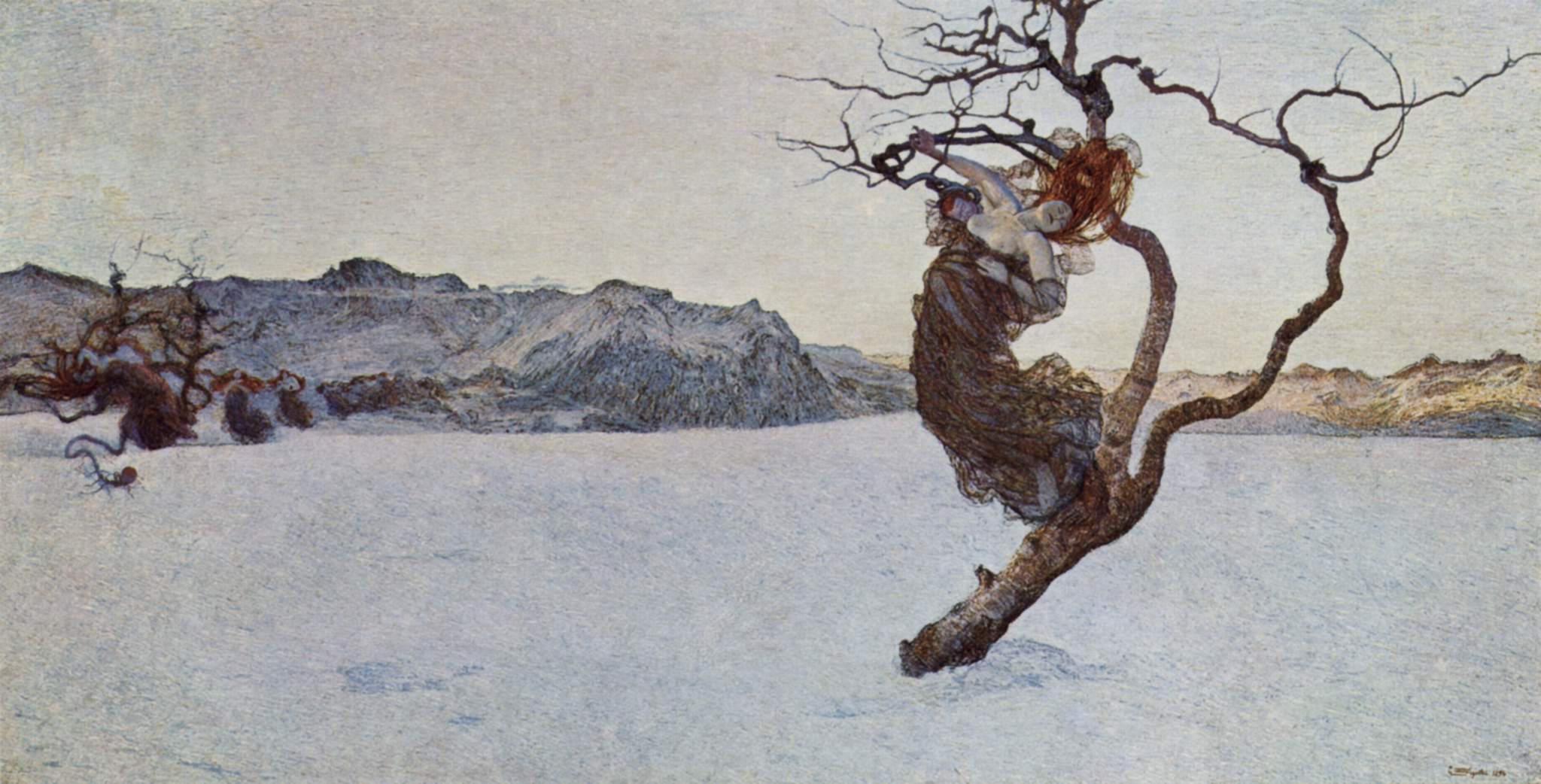
ジョヴァンニ・セガンティーニ『悪しき母たち』（1894年）

### フランス
フランスでは外光派に先行してバルビゾン派があり、特にシャルル＝フランソワ・ドービニー、ヨハン・ヨンキントなどが著名。
また、外光派のフランス画家ラファエル・コランは日本でそれを広めた黒田清輝、岡田三郎助のフランス留学時代の師であり、帰国した黒田らは明治時代の日本洋画界に影響を及ぼした。

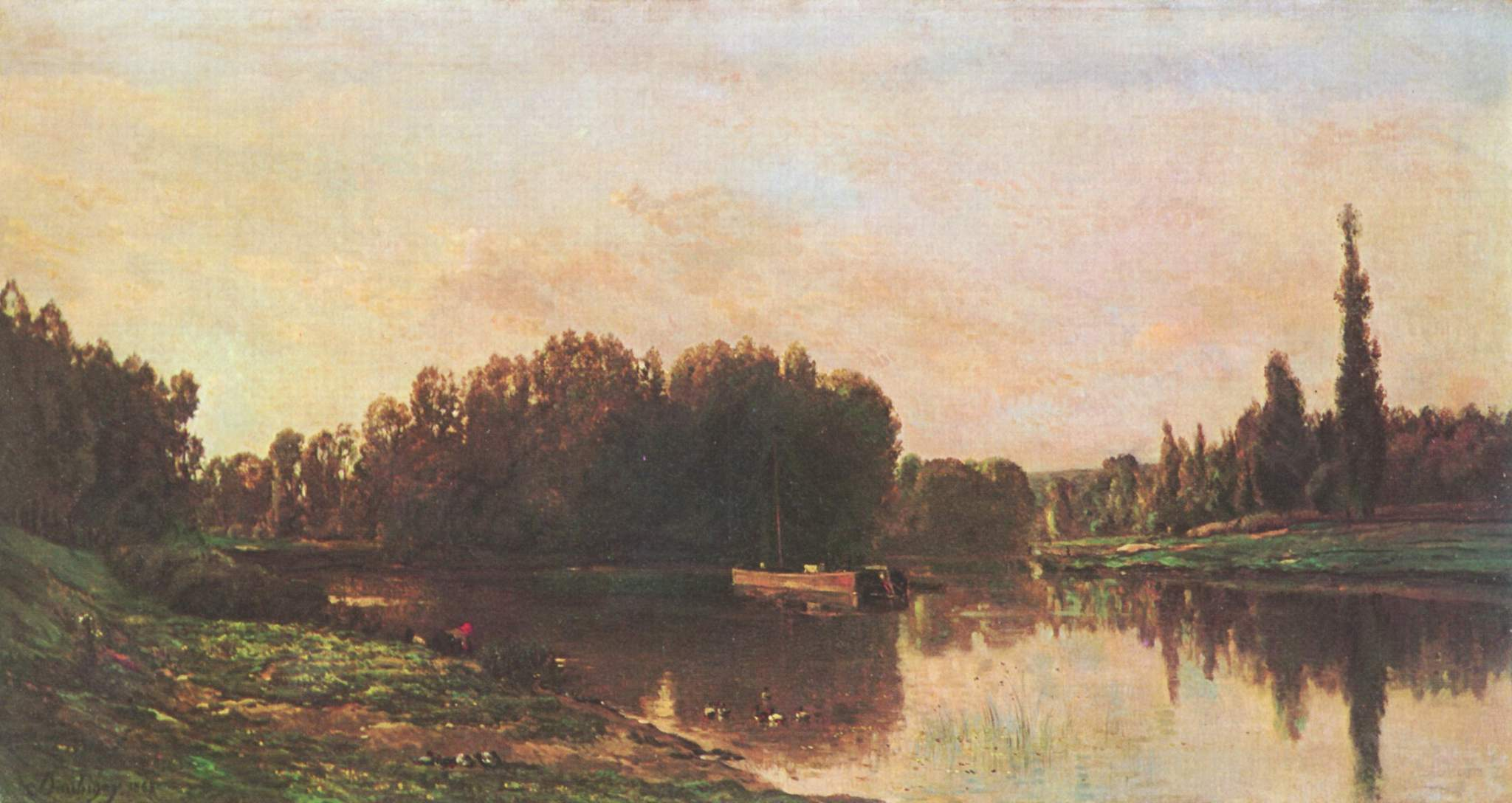
シャルル＝フランソワ・ドービニー「オワーズ川の川辺」(1868年)
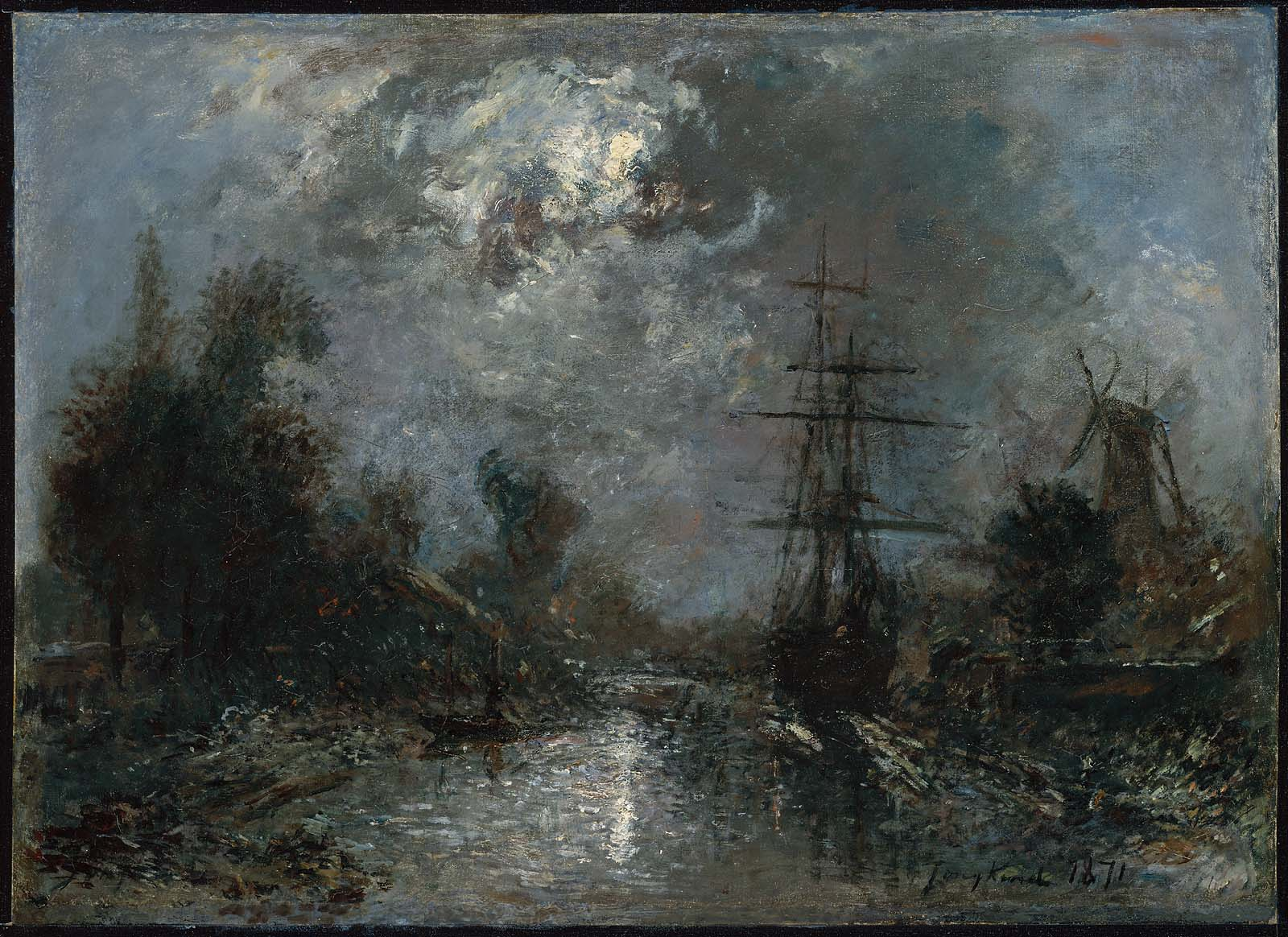
ヨハン・ヨンキント「月夜の港」(1871年)
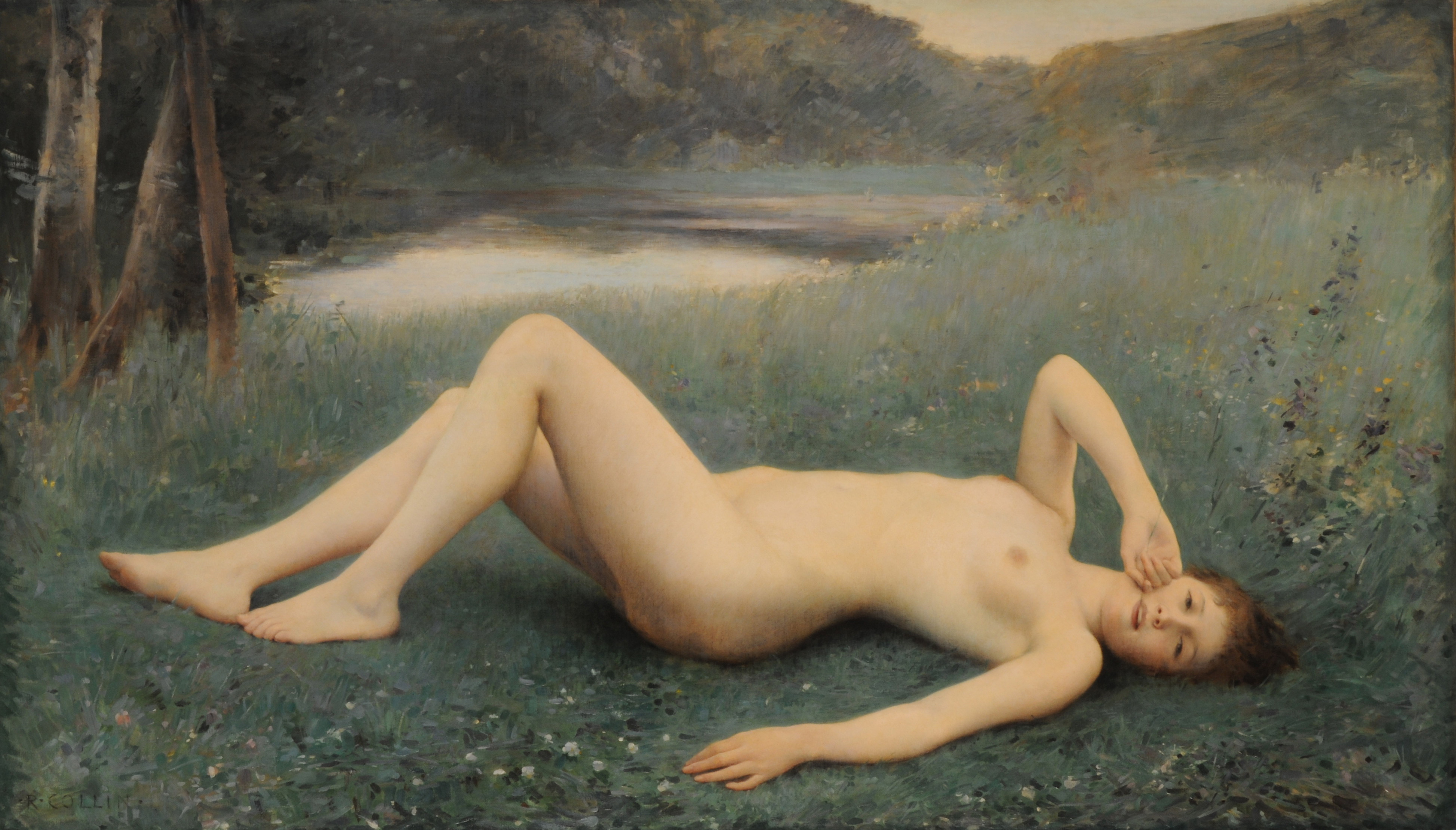
ラファエル・コラン「フロレアル」（1888年）

### 日本
明治初期、フランスで外光派のラファエル・コランに師事した黒田清輝、岡田三郎助、久米桂一郎らは日本に帰国後白馬会を結成し、その会に所属した画家たちが外光派と呼ばれた。

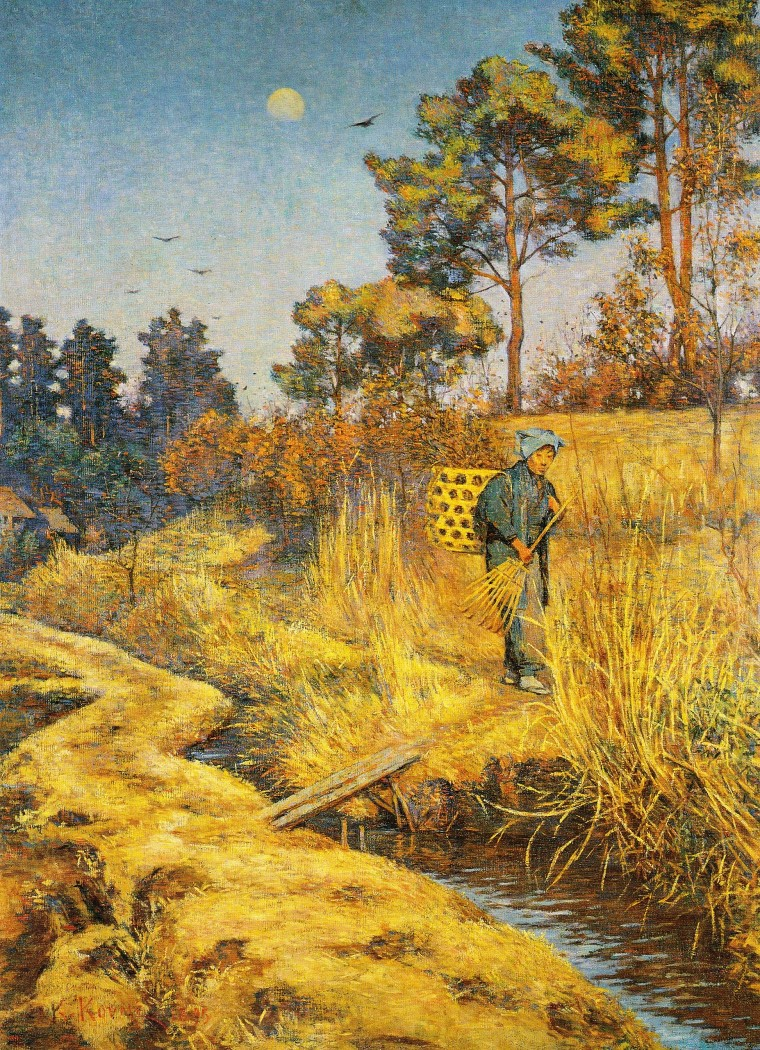
久米桂一郎「秋景」1895年

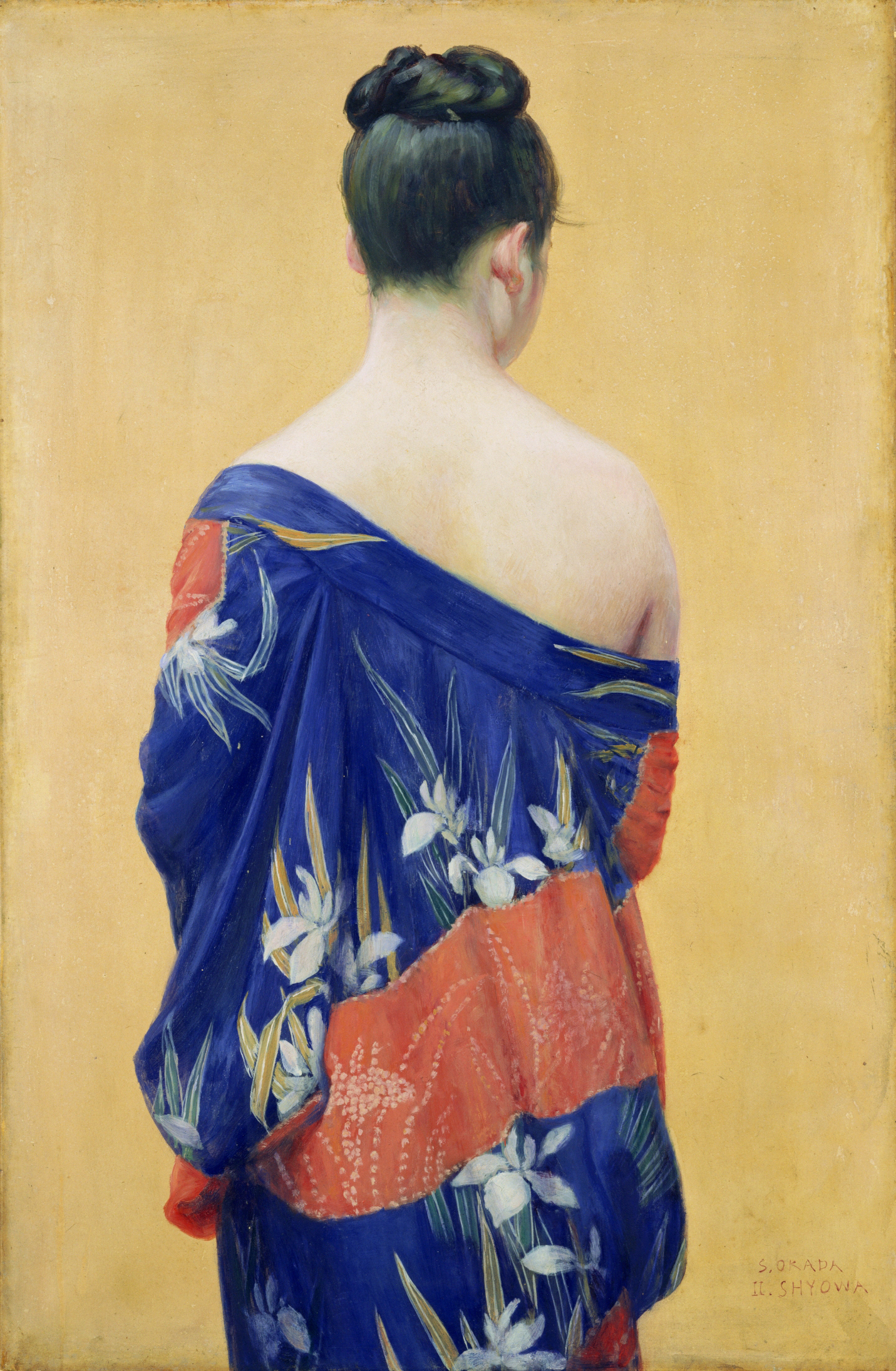
岡田三郎助『あやめの衣』（1927年）

黒田は明治美術会を脱会し白馬会を結成した1896年（明治29年）に組織された東京美術学校の西洋画科を通じて日本で外光派を広めた。黒田らが広めた物質感表現は明るい光に満ちた感覚的な表現であり、若い画家たちの共感を集め明治の日本画壇の主流となった。
なお白馬会は1910年に解散し、そのメンバーだった中澤弘光、杉浦非水が後に光風会を結成している。